# Idea (djur)
För andra betydelser, se Idea.
Idea är ett släkte av fjärilar. Idea ingår i familjen praktfjärilar.

## Bildgalleri

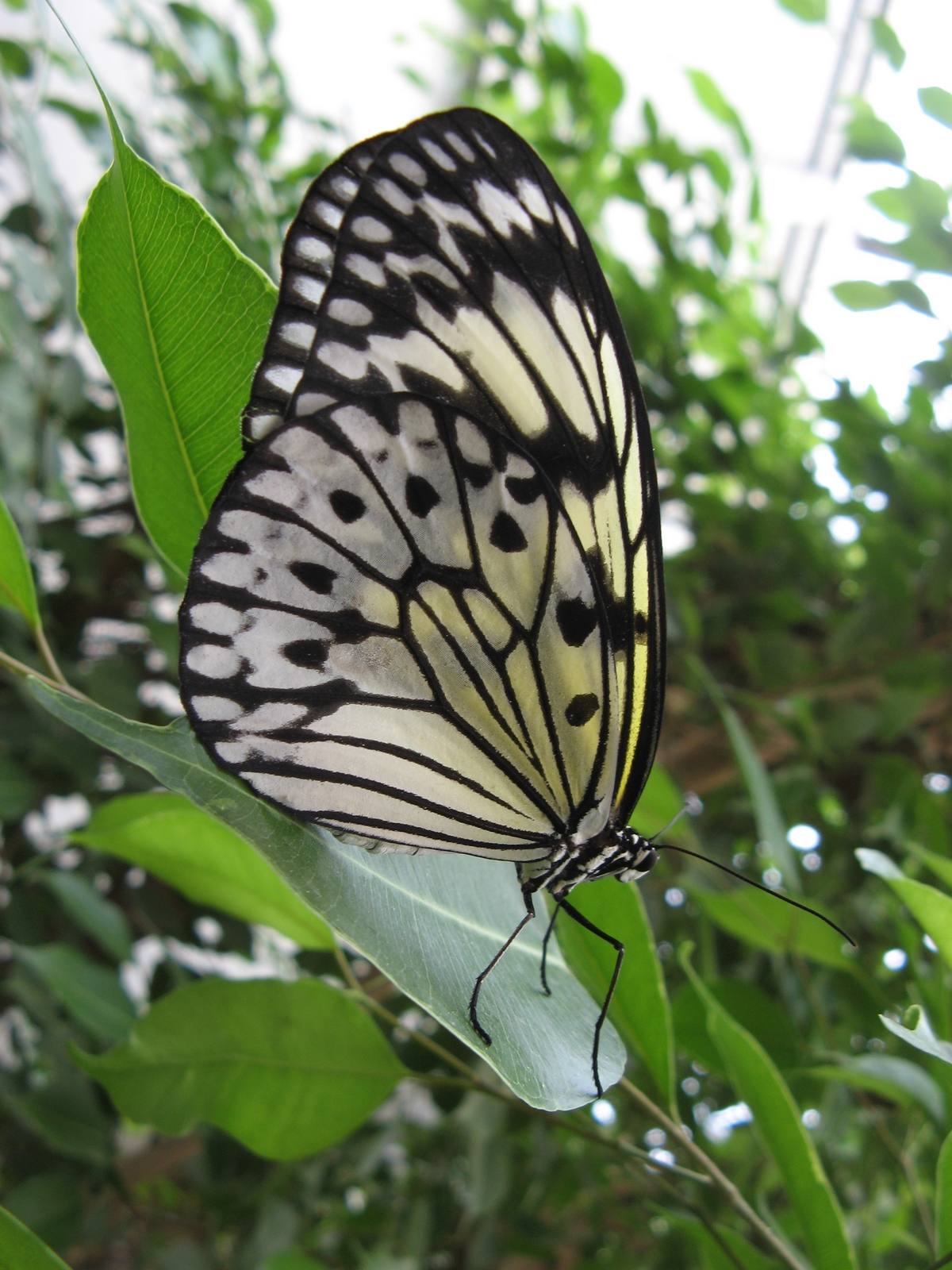
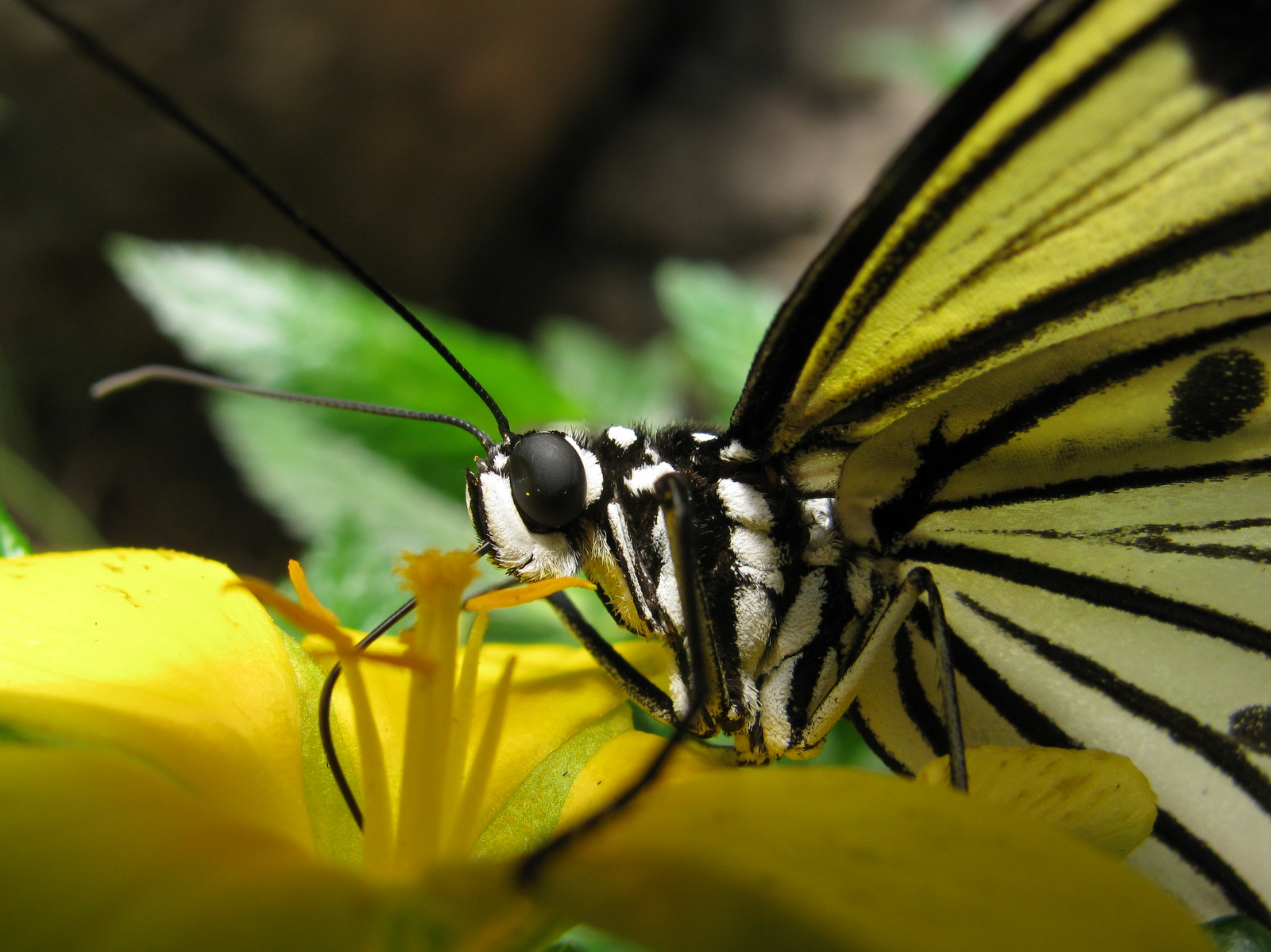
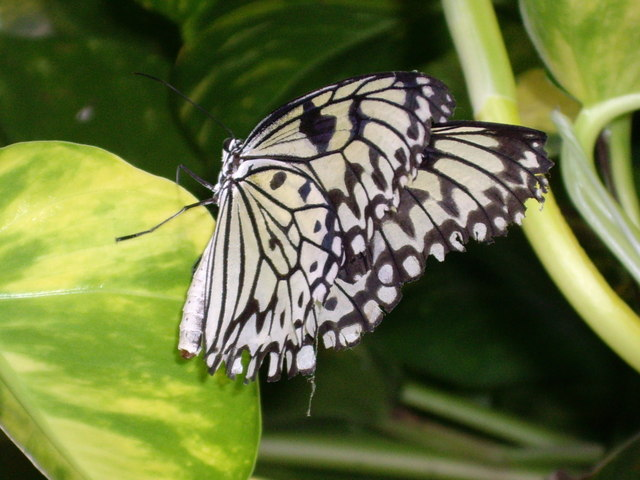
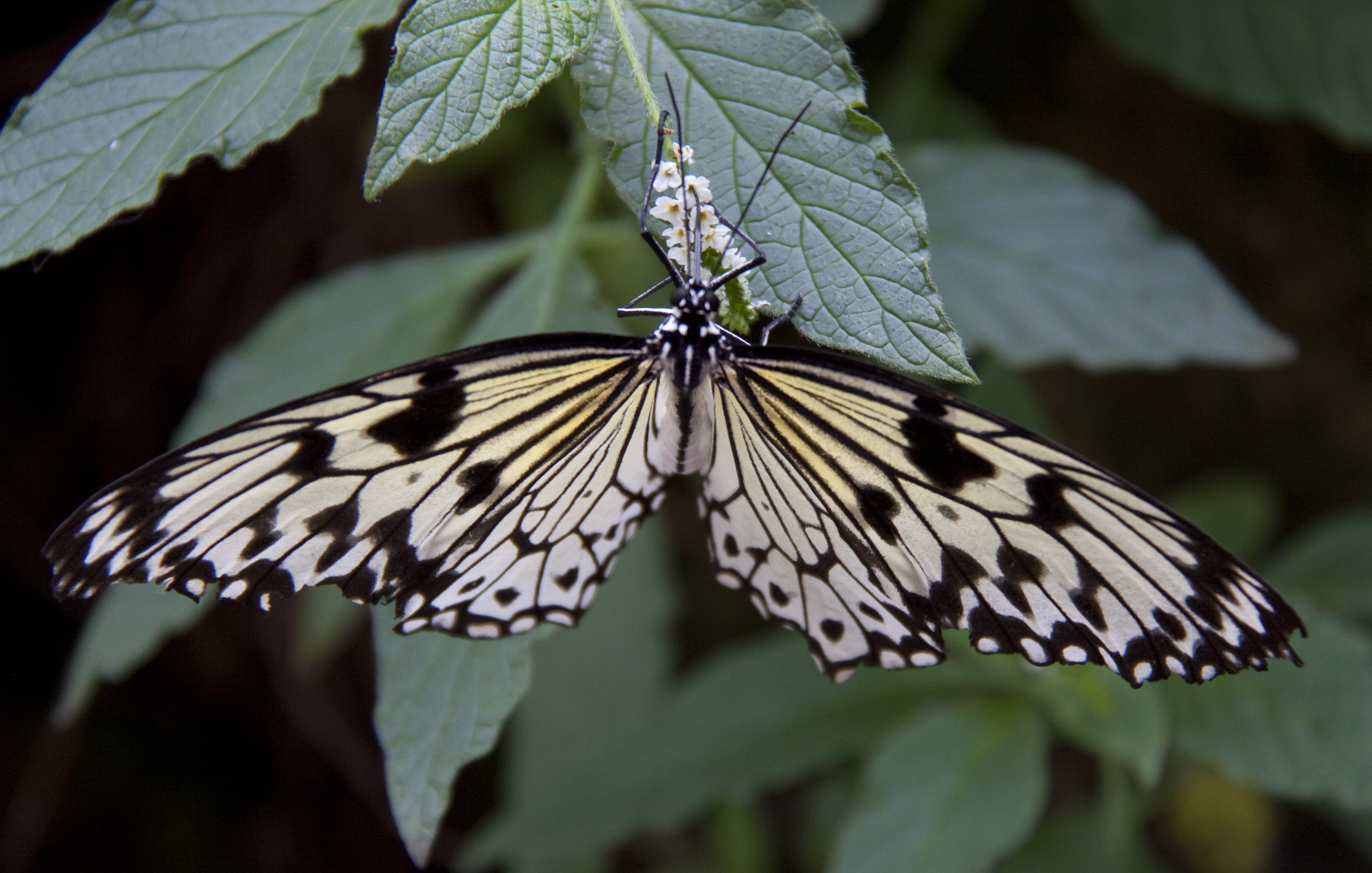
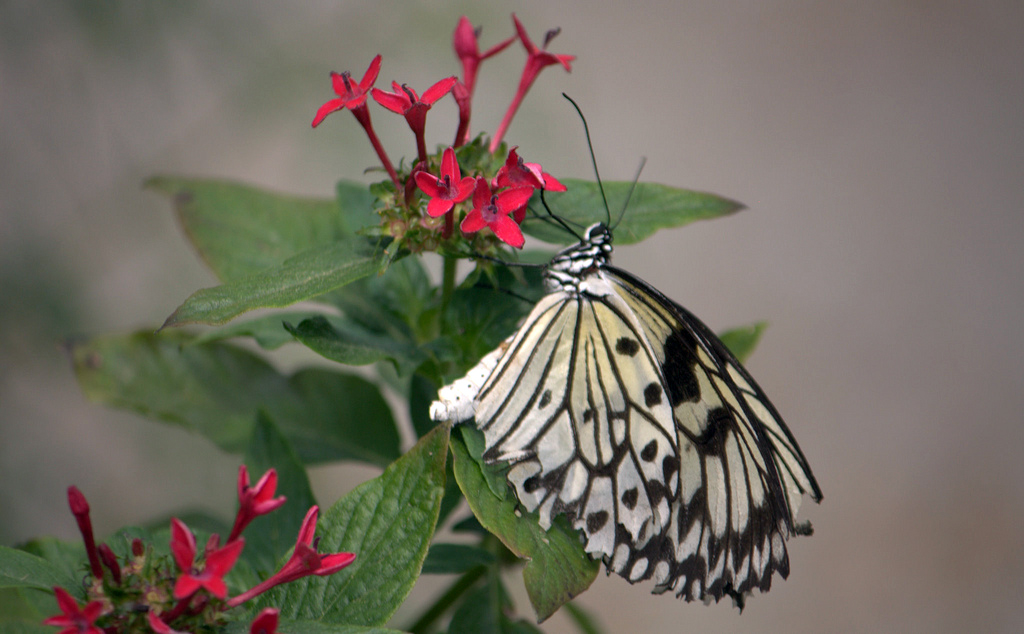
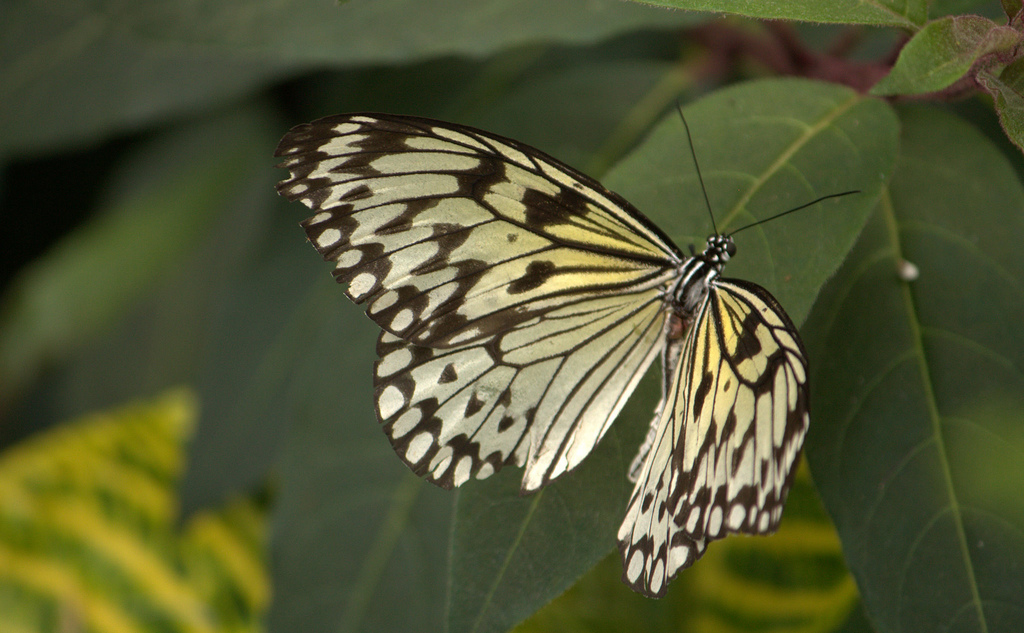

## Dottertaxa tillIdea, i alfabetisk ordning[1]
- Idea agamarschana
- Idea agelia
- Idea alceste
- Idea alcine
- Idea angelia
- Idea arbela
- Idea arrakana
- Idea aruna
- Idea athesis
- Idea aza
- Idea batjanensis
- Idea belia
- Idea belina
- Idea bintanga
- Idea blanchardii
- Idea cadelli
- Idea caesena
- Idea chersonesia
- Idea clara
- Idea daldorffi
- Idea daos
- Idea diabolica
- Idea diana
- Idea djampeana
- Idea donovani
- Idea druryi
- Idea durvillei
- Idea electra
- Idea engana
- Idea engania
- Idea enganoënsis
- Idea esanga
- Idea favorinus
- Idea fregela
- Idea fumana
- Idea fumata
- Idea garunda
- Idea godmani
- Idea gordita
- Idea hadeni
- Idea harmonia
- Idea hemera
- Idea hera
- Idea hertha
- Idea hypata
- Idea hypermnestra
- Idea idea
- Idea jacouleti
- Idea jasonia
- Idea javana
- Idea kanamarui
- Idea kanarensis
- Idea karimondjawae
- Idea keyensis
- Idea kodairai
- Idea koshunus
- Idea kwashotoensis
- Idea kühni
- Idea lasiaka
- Idea leuconoe
- Idea leucothoe
- Idea linteata
- Idea littoralis
- Idea logani
- Idea lynceus
- Idea malabarica
- Idea margherita
- Idea marosiana
- Idea metris
- Idea mevaria
- Idea missilia
- Idea moira
- Idea muna
- Idea munaensis
- Idea natunensis
- Idea niasica
- Idea nigriana
- Idea nigricans
- Idea nike
- Idea nipponica
- Idea novella
- Idea obiana
- Idea obscura
- Idea paluana
- Idea phlegeton
- Idea princesa
- Idea proserpina
- Idea reinwardti
- Idea riukiuensis
- Idea roepkei
- Idea samara
- Idea sangira
- Idea siamensis
- Idea silayara
- Idea solyma
- Idea stolli
- Idea strigata
- Idea sula
- Idea takabanis
- Idea thalassica
- Idea theia
- Idea tondana
- Idea vedana
- Idea vicetia
- Idea virgo
- Idea vollenhoveni
- Idea vosseleri